# The Great Gay Road
The Great Gay Road er en britisk stumfilm fra 1920 af Norman MacDonald.

## Medvirkende
- Stewart Rome som Hilary Kite
- Pauline Johnson som Nancy
- John Stuart som Rodney Foster
- Ernest Spaulding som Crook Perkins
- A. Bromley Davenport som Sir Crispin Vickrey
- Ralph Forster - Backus
- Helena Lessington - Grogan